# 上萨赛姆
上萨赛姆（法語：Obersaasheim，发音：[obəʁsasaim]），或纯音译为欧伯萨赛姆，是法国上莱茵省的一个市镇，属于科尔马-里博维莱区（Colmar-Ribeauvillé）和恩西赛姆县（Ensisheim）。该市镇总面积12.88平方公里，2009年时的人口为1025人。

## 地名
该地名Obersaasheim来源于德语，前缀“Ober-”在德语中意为“上”。

## 人口
上萨赛姆人口变化图示